# Wogastisburg
Wogastisburg je bil grad ali utrdba v Srednji Evropi, kjer se je po poročilu Fredegarjeve kronike leta 631 odvijala bitka med Slovani (Sclav, cognomento Winidi) pod poveljstvom kralja  Sama in Franki pod poveljstvom kralja Dagoberta I. Merovinškega. 

## Bitka pri Wogatisburgu
Fredegarjeva kronika, ki je nastala v tistem času, o bitki piše: 
»Proti Samovi plemenski zvezi so prodirale tri frankovske vojske: Alemani, Langobardi in Austrazijci. Prvi dve sta bili dokaj uspešni, glavnino pa je po tri dni trajajoči pri Wogastisburgu Samova vojska porazila«.

## Bojišče
Fredegarjeva kronika  ne omenja natančne lokacije bojišča, zato se z njim povezuje več lokacij,  ki običajno temeljijo na jezikovnih vzporednicah in nekaj izkopavanjih. Med možnimi lokacijami se omenjajo 
- hrib Rubin pri  Podbořanyh in hrib Úhošť  pri Kadaňu (Češka),
- Bratislava, Trenčín, Beckov in reka Vah (Slovaška),
- Staffelberg pri Bad Staffelsteinu in Burk pri  Forchheimu (Zgornja Frankovska, Nemčija),
- Dunaj in druga mesta ob srednji Donavi (Avstrija)
- in druge.

Nobena od omenjenih lokacij ni zanesljivo dokazana. Mogoče je celo, da je bil Wogastisburg samo nekakšen začasen tabor in ne stalno naselje. V tem primeru je določitev njegove lege povsem nemogoča.

## Sklica
1. ↑  Fredegarii scholastici chronicum cum suis continuatoribus, sive appendix ad sancti gregorii episcopi turonensis historiam francorum.
2. ↑   Gerard Labuda. Słowiańszczyzna starożytna i wczesnośredniowieczna, 2003.